# ساكتياوان سيناغا
ساكتياوان سيناغا (بالإندونيسية: Saktiawan Sinaga)‏ (19 فبراير 1982 بميدان في إندونيسيا - ) هو لاعب كرة قدم إندونيسي في مركز الهجوم. شارك مع منتخب إندونيسيا لكرة القدم. أما مع النوادي، فقد لعب مع بي إس إم إس ميدان ونادي سيمين بادانغ وPersik Kediri ‏ ونادي بورنيو وميترا كوكار ‏ وPSPS Pekanbaru ‏ وPSS Sleman ‏ وPSDS Deli Serdang ‏ وBadak Lampung F.C. ‏.

## وصلات خارجية
- ساكتياوان سيناغا على موقع قاعدة بيانات كرة القدم.إي يو (الإنجليزية)
- ساكتياوان سيناغا على موقع ناشيونال فوتبول تيمز (الإنجليزية)
- ساكتياوان سيناغا على موقع Soccerway.com (الإنجليزية)